# 潍坊学院
潍坊学院，为位于山东省潍坊市的一所公立高校。

## 校史
- 1960年，昌潍师范专科学校成立。
- 1951年10月16日，青岛教师进修学院成立。
- 1958年，改立青岛师范专科学校。
- 1961年，昌潍师范专科学校、青岛师范专科学校、昌潍体育学校、昌潍艺术学校、昌潍幼儿师范学校一起合并为新昌潍师范专科学校。
- 2000年3月，潍坊高等专科学校、昌潍师范专科学校、山东渤海进修学院合并为潍坊学院。